# Sezonul 2019 al NFL
Sezonul 2019 al NFL a fost cel de-al 100-lea din istoria National Football League. Sezonul a început pe 5 septembrie 2019 cu meciul dintre Chicago Bears și Green Bay Packers. Sezonul s-a încheiat în data de 2 februarie 2020 pe Hard Rock Stadium din Miami Gardens, Florida cu meciul de Super Bowl LIV dintre Kansas City Chiefs și San Francisco 49ers. Kansas City Chiefs a câștigat meciul cu 31-20, devenind campioană pentru a doua oară în istoria sa, după succesul de acum 50 de ani.

## Pre-sezon
Antrenamentele sezonului 2019 au debutat la finalul lunii iulie și au durat până în august. Echipele nu puteau să inițieze aceste antrenamente decât cu maximum 15 zile înainte de primul meci din presezon.

## Sezonul regulat
Sezonul regulat va include 256 de meciuri. Fiecare echipă joacă 16 meciuri repartizate pe parcursul a 17 săptămâni consecutive. Ele vor avea la dispoziție o săptămână de repaus numită bye week. Din cauza numărului mic de meciuri nici o echipă nu va juca împotriva tuturor celorlalte echipe. Pentru fiecare echipă, meciurile se vor juca astfel:
- 6 meciuri împotriva celorlalte echipe din aceeași divizie (meciuri tur-retur)
- 4 meciuri împotriva unor echipe dintr-o altă divizie din aceeași conferință (diviziile care se vor întâlni se schimba în fiecare an după o rotație prestabilită)
- 4 meciuri împotriva unor echipe dintr-o altă divizie din cealaltă conferință (diviziile care se vor întâlni se schimbă în fiecare an după o rotație prestabilita)
- 2 meciuri împotriva echipelor din aceeași conferință care au terminat pe același loc în sezonul precedent (locul 1 contra locul 1, locul 2 contra locul 2, etc.)

Sezonul regulat 2019 a început pe 5 septembrie și s-a încheiat pe 29 decembrie 2019.

### Meciuri intra-conferințe
- AFC East - AFC North
- AFC West - AFC South
- NFC East - NFC North
- NFC West - NFC South

### Meciuri inter-conferințe
- AFC East - NFC East
- AFC North - NFC West
- AFC South - NFC South
- AFC West - NFC North

## Clasamente sezonul regulat
| AFC East                            | AFC East | AFC East | AFC East | AFC East | AFC East | AFC East | AFC East | AFC East | AFC East |
| vizualizare • discuție • modificare | V        | Î        | E        | PCT      | DIV      | CONF     | PM       | PP       | CON      |
| ----------------------------------- | -------- | -------- | -------- | -------- | -------- | -------- | -------- | -------- | -------- |
| New England Patriots                | 12       | 4        | 0        | 75,0%    | 5-1      | 8-4      | 420      | 225      | Î1       |
| Buffalo Bills                       | 10       | 6        | 0        | 62,5%    | 3-3      | 7-5      | 314      | 259      | Î2       |
| New York Jets                       | 7        | 9        | 0        | 43,8%    | 2-4      | 4-8      | 276      | 359      | V2       |
| Miami Dolphins                      | 5        | 11       | 0        | 31,3%    | 2-4      | 4-8      | 306      | 494      | V2       |

| AFC North                           | AFC North | AFC North | AFC North | AFC North | AFC North | AFC North | AFC North | AFC North | AFC North |
| vizualizare • discuție • modificare | V         | Î         | E         | PCT       | DIV       | CONF      | PM        | PP        | CON       |
| ----------------------------------- | --------- | --------- | --------- | --------- | --------- | --------- | --------- | --------- | --------- |
| Baltimore Ravens                    | 14        | 2         | 0         | 87,5%     | 5-1       | 10-2      | 531       | 282       | V12       |
| Pittsburgh Steelers                 | 8         | 8         | 0         | 50,0%     | 3-3       | 6-6       | 289       | 303       | Î3        |
| Cleveland Browns                    | 6         | 10        | 0         | 37,5%     | 3-3       | 6-6       | 335       | 393       | Î3        |
| Cincinnati Bengals                  | 2         | 14        | 0         | 12,5%     | 1-5       | 2-10      | 279       | 420       | V1        |

| AFC South                           | AFC South | AFC South | AFC South | AFC South | AFC South | AFC South | AFC South | AFC South | AFC South |
| vizualizare • discuție • modificare | V         | Î         | E         | PCT       | DIV       | CONF      | PM        | PP        | CON       |
| ----------------------------------- | --------- | --------- | --------- | --------- | --------- | --------- | --------- | --------- | --------- |
| Houston Texans                      | 10        | 6         | 0         | 62,5%     | 4-2       | 8-4       | 378       | 385       | Î1        |
| Tennessee Titans                    | 9         | 7         | 0         | 56,3%     | 3-3       | 7-5       | 402       | 331       | V1        |
| Indianapolis Colts                  | 7         | 9         | 0         | 43,8%     | 3-3       | 5-7       | 361       | 373       | Î1        |
| Jacksonville Jaguars                | 6         | 10        | 0         | 37,5%     | 2-4       | 6-6       | 300       | 397       | V1        |

| AFC West                            | AFC West | AFC West | AFC West | AFC West | AFC West | AFC West | AFC West | AFC West | AFC West |
| vizualizare • discuție • modificare | V        | Î        | E        | PCT      | DIV      | CONF     | PM       | PP       | CON      |
| ----------------------------------- | -------- | -------- | -------- | -------- | -------- | -------- | -------- | -------- | -------- |
| Kansas City Chiefs                  | 12       | 4        | 0        | 75,0%    | 6-0      | 9-3      | 451      | 308      | V6       |
| Denver Broncos                      | 7        | 9        | 0        | 43,8%    | 3-3      | 6-6      | 282      | 316      | V2       |
| Oakland Raiders                     | 7        | 9        | 0        | 43,8%    | 3-3      | 6-6      | 313      | 419      | Î1       |
| Los Angeles Chargers                | 5        | 11       | 0        | 31,3%    | 0-6      | 3-9      | 337      | 345      | Î3       |

| NFC East                            | NFC East | NFC East | NFC East | NFC East | NFC East | NFC East | NFC East | NFC East | NFC East |
| vizualizare • discuție • modificare | V        | Î        | E        | PCT      | DIV      | CONF     | PM       | PP       | CON      |
| ----------------------------------- | -------- | -------- | -------- | -------- | -------- | -------- | -------- | -------- | -------- |
| Philadelphia Eagles                 | 9        | 7        | 0        | 56,3%    | 5-1      | 7-5      | 385      | 354      | V4       |
| Dallas Cowboys                      | 8        | 8        | 0        | 50,0%    | 5-1      | 7-5      | 434      | 321      | V1       |
| New York Giants                     | 4        | 12       | 0        | 25,0%    | 2-4      | 3-9      | 341      | 451      | Î1       |
| Washington Redskins                 | 3        | 13       | 0        | 26,6%    | 0-6      | 2-10     | 266      | 435      | Î4       |

| NFC North                           | NFC North | NFC North | NFC North | NFC North | NFC North | NFC North | NFC North | NFC North | NFC North |
| vizualizare • discuție • modificare | V         | Î         | E         | PCT       | DIV       | CONF      | PM        | PP        | CON       |
| ----------------------------------- | --------- | --------- | --------- | --------- | --------- | --------- | --------- | --------- | --------- |
| Green Bay Packers                   | 13        | 3         | 0         | 81,3%     | 6-0       | 10-2      | 376       | 313       | V5        |
| Minnesota Vikings                   | 10        | 6         | 0         | 62,5%     | 2-4       | 7-5       | 407       | 303       | Î2        |
| Chicago Bears                       | 8         | 8         | 0         | 50,0%     | 4-2       | 7-5       | 280       | 298       | V1        |
| Detroit Lions                       | 3         | 12        | 1         | 21,9%     | 0-6       | 2-9-1     | 341       | 423       | Î9        |

| NFC South                           | NFC South | NFC South | NFC South | NFC South | NFC South | NFC South | NFC South | NFC South | NFC South |
| vizualizare • discuție • modificare | V         | Î         | E         | PCT       | DIV       | CONF      | PM        | PP        | CON       |
| ----------------------------------- | --------- | --------- | --------- | --------- | --------- | --------- | --------- | --------- | --------- |
| New Orleans Saints                  | 13        | 3         | 0         | 81,3%     | 5-1       | 9-3       | 458       | 341       | V3        |
| Atlanta Falcons                     | 7         | 9         | 0         | 43,8%     | 4-2       | 6-6       | 381       | 399       | V4        |
| Tampa Bay Buccaneers                | 7         | 9         | 0         | 43,8%     | 2-4       | 5-7       | 458       | 449       | Î2        |
| Carolina Panthers                   | 5         | 11        | 0         | 31,3%     | 1-5       | 2-10      | 340       | 470       | Î8        |

| NFC West                            | NFC West | NFC West | NFC West | NFC West | NFC West | NFC West | NFC West | NFC West | NFC West |
| vizualizare • discuție • modificare | V        | Î        | E        | PCT      | DIV      | CONF     | PM       | PP       | CON      |
| ----------------------------------- | -------- | -------- | -------- | -------- | -------- | -------- | -------- | -------- | -------- |
| San Francisco 49ers                 | 13       | 3        | 0        | 81,3%    | 5-1      | 10-2     | 479      | 310      | V2       |
| Seattle Seahawks                    | 11       | 5        | 0        | 68,8%    | 3-3      | 8-4      | 405      | 398      | Î2       |
| Los Angeles Rams                    | 9        | 7        | 0        | 56,3%    | 3-3      | 7-5      | 394      | 364      | V1       |
| Arizona Cardinals                   | 5        | 10       | 1        | 34,4%    | 1-5-0    | 3-8-1    | 361      | 442      | Î1       |

| Clasament AFC 2019 | Clasament AFC 2019   | Clasament AFC 2019 | Clasament AFC 2019 | Clasament AFC 2019 | Clasament AFC 2019 | Clasament AFC 2019 | Clasament AFC 2019 | Clasament AFC 2019 | Clasament AFC 2019 | Clasament AFC 2019 | Clasament AFC 2019 |
| #                  | Echipa               | Divizia            | V                  | Î                  | E                  | PCT                | DIV                | CONF               | SOS                | SOV                | CON                |
| ------------------ | -------------------- | ------------------ | ------------------ | ------------------ | ------------------ | ------------------ | ------------------ | ------------------ | ------------------ | ------------------ | ------------------ |
| 1                  | Kansas City Chiefs   | Vest               | 0                  | 0                  | 0                  | 0,0%               | 0-0                | 0-0                | 0                  | 0                  | 0                  |
| 2                  | New England Patriots | Est                | 0                  | 0                  | 0                  | 0,0%               | 0-0                | 0-0                | 0                  | 0                  | 0                  |
| 3                  | Houston Texans       | Sud                | 0                  | 0                  | 0                  | 0,0%               | 0-0                | 0-0                | 0                  | 0                  | 0                  |
| 4                  | Baltimore Ravens     | Nord               | 0                  | 0                  | 0                  | 0,0%               | 0-0                | 0-0                | 0                  | 0                  | 0                  |
| 5                  | Los Angeles Chargers | Vest               | 0                  | 0                  | 0                  | 0,0%               | 0-0                | 0-0                | 0                  | 0                  | 0                  |
| 6                  | Indianapolis Colts   | Sud                | 0                  | 0                  | 0                  | 0,0%               | 0-0                | 0-0                | 0                  | 0                  | 0                  |
| 7                  | Pittsburgh Steelers  | Nord               | 0                  | 0                  | 0                  | 0,0%               | 0-0                | 0-0                | 0                  | 0                  | 0                  |
| 8                  | Tennessee Titans     | Sud                | 0                  | 0                  | 0                  | 0,0%               | 0-0                | 0-0                | 0                  | 0                  | 0                  |
| 9                  | Cleveland Browns     | Nord               | 0                  | 0                  | 0                  | 0,0%               | 0-0                | 0-0                | 0                  | 0                  | 0                  |
| 10                 | Miami Dolphins       | Est                | 0                  | 0                  | 0                  | 0,0%               | 0-0                | 0-0                | 0                  | 0                  | 0                  |
| 11                 | Denver Broncos       | Vest               | 0                  | 0                  | 0                  | 0,0%               | 0-0                | 0-0                | 0                  | 0                  | 0                  |
| 12                 | Cincinnati Bengals   | Nord               | 0                  | 0                  | 0                  | 0,0%               | 0-0                | 0-0                | 0                  | 0                  | 0                  |
| 13                 | Buffalo Bills        | Est                | 0                  | 0                  | 0                  | 0,0%               | 0-0                | 0-0                | 0                  | 0                  | 0                  |
| 14                 | Jacksonville Jaguars | Sud                | 0                  | 0                  | 0                  | 0,0%               | 0-0                | 0-0                | 0                  | 0                  | 0                  |
| 15                 | New York Jets        | Est                | 0                  | 0                  | 0                  | 0,0%               | 0-0                | 0-0                | 0                  | 0                  | 0                  |
| 16                 | Oakland Raiders      | Vest               | 0                  | 0                  | 0                  | 0,0%               | 0-0                | 0-0                | 0                  | 0                  | 0                  |
|                    |                      |                    |                    |                    |                    |                    |                    |                    |                    |                    |                    |

| Clasament NFC 2019 | Clasament NFC 2019   | Clasament NFC 2019 | Clasament NFC 2019 | Clasament NFC 2019 | Clasament NFC 2019 | Clasament NFC 2019 | Clasament NFC 2019 | Clasament NFC 2019 | Clasament NFC 2019 | Clasament NFC 2019 | Clasament NFC 2019 |
| #                  | Echipa               | Divizia            | V                  | Î                  | E                  | PCT                | DIV                | CONF               | SOS                | SOV                | CON                |
| ------------------ | -------------------- | ------------------ | ------------------ | ------------------ | ------------------ | ------------------ | ------------------ | ------------------ | ------------------ | ------------------ | ------------------ |
| Division leaders   |                      |                    |                    |                    |                    |                    |                    |                    |                    |                    |                    |
| 1                  | New Orleans Saints   | Sud                | 0                  | 0                  | 0                  | 0,0%               | 0-0                | 0-0                | 0                  | 0                  | 0                  |
| 2                  | Los Angeles Rams     | Vest               | 0                  | 0                  | 0                  | 0,0%               | 0-0                | 0-0                | 0                  | 0                  | 0                  |
| 3                  | Chicago Bears        | Nord               | 0                  | 0                  | 0                  | 0,0%               | 0-0                | 0-0                | 0                  | 0                  | 0                  |
| 4                  | Dallas Cowboys       | Est                | 0                  | 0                  | 0                  | 0,0%               | 0-0                | 0-0                | 0                  | 0                  | 0                  |
| 5                  | Seattle Seahawks     | Vest               | 0                  | 0                  | 0                  | 0,0%               | 0-0                | 0-0                | 0                  | 0                  | 0                  |
| 6                  | Philadelphia Eagles  | Est                | 0                  | 0                  | 0                  | 0,0%               | 0-0                | 0-0                | 0                  | 0                  | 0                  |
| 7                  | Minnesota Vikings    | Nord               | 0                  | 0                  | 0                  | 0,0%               | 0-0                | 0-0                | 0                  | 0                  | 0                  |
| 8                  | Atlanta Falcons      | Sud                | 0                  | 0                  | 0                  | 0,0%               | 0-0                | 0-0                | 0                  | 0                  | 0                  |
| 9                  | Washington Redskins  | Est                | 0                  | 0                  | 0                  | 0,0%               | 0-0                | 0-0                | 0                  | 0                  | 0                  |
| 10                 | Carolina Panthers    | Sud                | 0                  | 0                  | 0                  | 0,0%               | 0-0                | 0-0                | 0                  | 0                  | 0                  |
| 11                 | Green Bay Packers    | Nord               | 0                  | 0                  | 0                  | 0,0%               | 0-0                | 0-0                | 0                  | 0                  | 0                  |
| 12                 | Detroit Lions        | Nord               | 0                  | 0                  | 0                  | 0,0%               | 0-0                | 0-0                | 0                  | 0                  | 0                  |
| 13                 | New York Giants      | Est                | 0                  | 0                  | 0                  | 0,0%               | 0-0                | 0-0                | 0                  | 0                  | 0                  |
| 14                 | Tampa Bay Buccaneers | Sud                | 0                  | 0                  | 0                  | 0,0%               | 0-0                | 0-0                | 0                  | 0                  | 0                  |
| 15                 | San Francisco 49ers  | Vest               | 0                  | 0                  | 0                  | 0,0%               | 0-0                | 0-0                | 0                  | 0                  | 0                  |
| 16                 | Arizona Cardinals    | Vest               | 0                  | 0                  | 0                  | 0,0%               | 0-0                | 0-0                | 0                  | 0                  | 0                  |
|                    |                      |                    |                    |                    |                    |                    |                    |                    |                    |                    |                    |

## Rezultate sezonul regulat
Sezonul regulat a luat startul pe 5 septembrie 2019.

## Play-off

### Meciurile de calificare pentru play-off

#### AFC
- New England Patriots - Tennessee Titans 13 - 20
- Houston Texas - Buffalo Bills 22 - 19 (după prelungiri)

#### NFC
- Philadelphia Eagles - Seattle Seahawks 9 - 17
- New Orleans Saints - Minnesota Vikings 20 - 26 (după prelungiri)

### Meciurile din play-off
|  | Semifinale pe conferințe | Semifinale pe conferințe |                         |    | Finale pe conferințe | Finale pe conferințe |  |  | Finala NFL | Finala NFL |
|  |                          |                          |                         |    |                      |                      |  |  |            |            |
|  | 12 ianuarie 2020         |                          |                         |    |                      |                      |  |  |            |            |
|  |                          |                          |                         |    |                      |                      |  |  |            |            |
|  | Kansas City Chiefs (2)   | 51                       |                         |    |                      |                      |  |  |            |            |
|  | Kansas City Chiefs (2)   | 51                       | 19 ianuarie 2020        |    |                      |                      |  |  |            |            |
|  | Houston Texas (4)        | 31                       |                         |    |                      |                      |  |  |            |            |
|  | Houston Texas (4)        | 31                       | Kansas City Chiefs (2)  | 35 |                      |                      |  |  |            |            |
|  | 12 ianuarie 2020         |                          | Kansas City Chiefs (2)  | 35 |                      |                      |  |  |            |            |
|  |                          | Tennessee Titans (6)     | 24                      |    |                      |                      |  |  |            |            |
|  | Baltimore Ravens (1)     | Tennessee Titans (6)     | 24                      | 12 |                      |                      |  |  |            |            |
|  | Baltimore Ravens (1)     |                          | 2 februarie 2020        | 12 |                      |                      |  |  |            |            |
|  | Tennessee Titans (6)     | 28                       |                         |    |                      |                      |  |  |            |            |
|  | Tennessee Titans (6)     | 28                       | Kansas City Chiefs (2)  | 31 |                      |                      |  |  |            |            |
|  | 11 ianuarie 2020         |                          | Kansas City Chiefs (2)  | 31 |                      |                      |  |  |            |            |
|  |                          | San Francisco 49ers (1)  | 20                      |    |                      |                      |  |  |            |            |
|  | San Francisco 49ers (1)  | San Francisco 49ers (1)  | 20                      | 27 |                      |                      |  |  |            |            |
|  | San Francisco 49ers (1)  | 20 ianuarie 2020         |                         | 27 |                      |                      |  |  |            |            |
|  | Minnesota Vikings (6)    | 10                       |                         |    |                      |                      |  |  |            |            |
|  | Minnesota Vikings (6)    | 10                       | San Francisco 49ers (1) | 37 |                      |                      |  |  |            |            |
|  | 13 ianuarie 2020         |                          | San Francisco 49ers (1) | 37 |                      |                      |  |  |            |            |
|  |                          | Green Bay Packers (2)    | 30                      |    |                      |                      |  |  |            |            |
|  | Green Bay Packers (2)    | Green Bay Packers (2)    | 30                      | 28 |                      |                      |  |  |            |            |
|  | Green Bay Packers (2)    |                          |                         | 28 |                      |                      |  |  |            |            |
|  | Seattle Seahawks (5)     | 23                       |                         |    |                      |                      |  |  |            |            |
|  | Seattle Seahawks (5)     | 23                       |                         |    |                      |                      |  |  |            |            |